# Бигфут

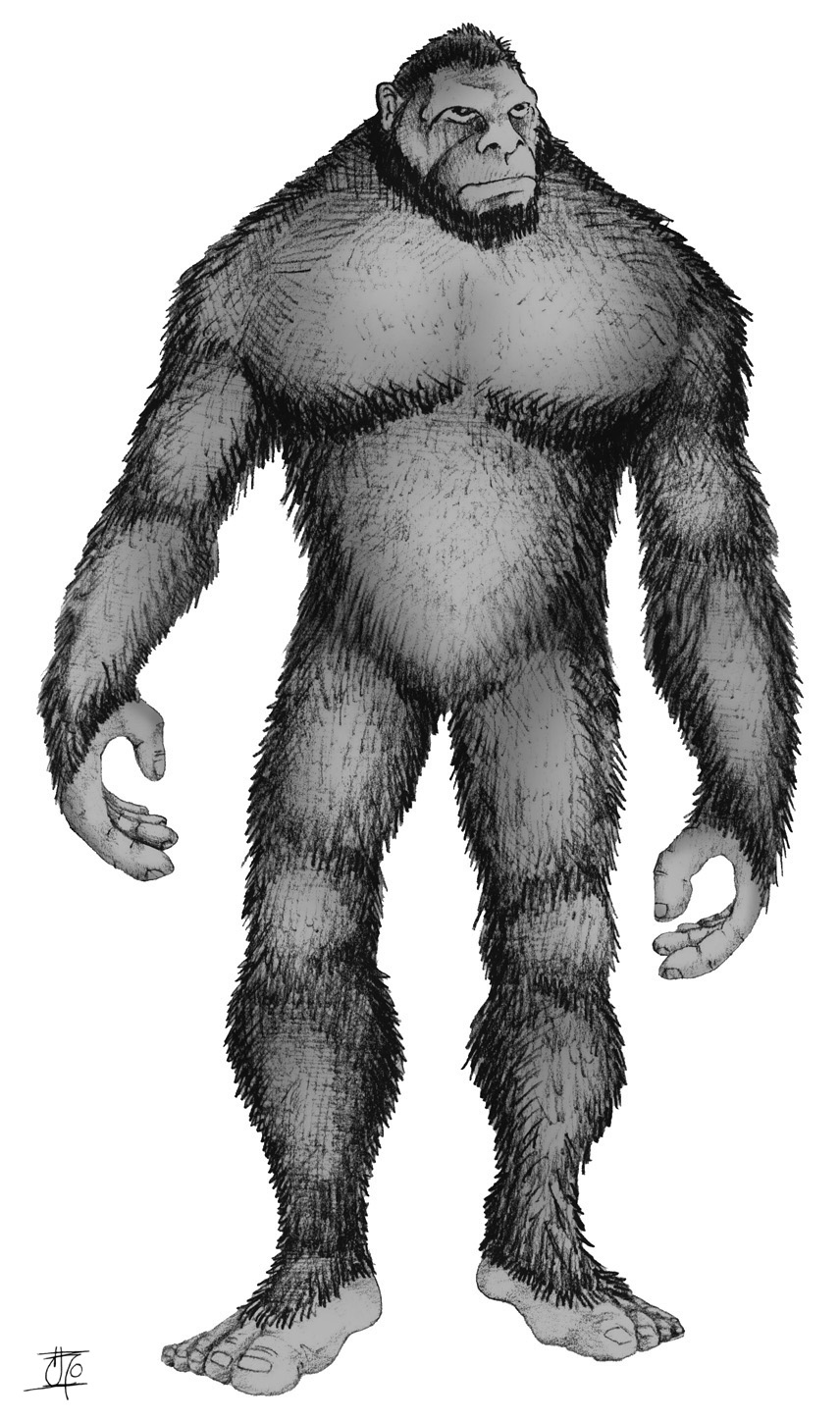
В представлении художника

Бигфут (от англ. Bigfoot), также известный как сасквоч (Sasquatch, с салишских языков se’sxac — «дикие люди»), — мифическое человекообразное существо, криптид, якобы обитающий на северо-западе США и в западной Канаде. Обычно описывается как большой волосатый гоминид, передвигающийся на двух ногах. Часто считается локальным (североамериканским) вариантом снежного человека. В англоязычных источниках термин Bigfoot может выступать синонимом снежного человека вообще.
Высказывается мнение, что это реликтовый гоминид, или, реже, древний вид именно рода человек, сохранившийся с доисторических времён до наших дней. Бигфут является одним из наиболее известных «видов», существование которого признаётся сторонниками криптозоологии. Однако факты, подтверждающие его существование, отсутствуют. Кроме того, учёными отмечается, что существование подобных «скрытых видов» является крайне маловероятным, поскольку для поддержания численности популяции необходимо наличие такого числа особей, какое делает вид легко обнаруживаемым, а климатические условия и особенности источников пищи делают маловероятным выживание животных, обладающих описываемыми характеристиками. По этим причинам представления о бигфуте учёными чаще всего рассматриваются как один из современных мифов. Научное сообщество считает, что сообщения о бигфуте объединяют в себе народные предания, неправильную идентификацию и мошенничество.

## Описание
По описаниям очевидцев, бигфут похож на большую человекообразную обезьяну ростом от 1,8 до 3 метров и весом более 200 килограммов, покрытую тёмно-коричневой, тёмно-рыжей или серой шерстью. Предполагаемые очевидцы в своих описаниях упоминали такие его черты, как большие глаза, выраженные надбровные дуги и большой низкорасположенный лоб. Обычно очевидцы упоминают о сильном неприятном запахе, сопровождающем существо.
Утверждается, что бигфут оставляет следы большого размера (откуда его название). Длина их составляет до 60 см, а ширина — до 20 см. Большинство слепков следов являются пятипалыми, но имеются слепки с числом пальцев от 2 до 6. В некоторых отпечатках имеются следы когтей, что говорит о том, что они могли быть оставлены медведями. Сторонники идеи существования бигфута заявляют, что он является всеядным и ведёт в основном ночной образ жизни.
Против существования бигфута говорит тот факт, что американские обезьяны относятся к широконосым обезьянам в отличие от узконосых, к которым принадлежат гоминиды, включая человека.

## История

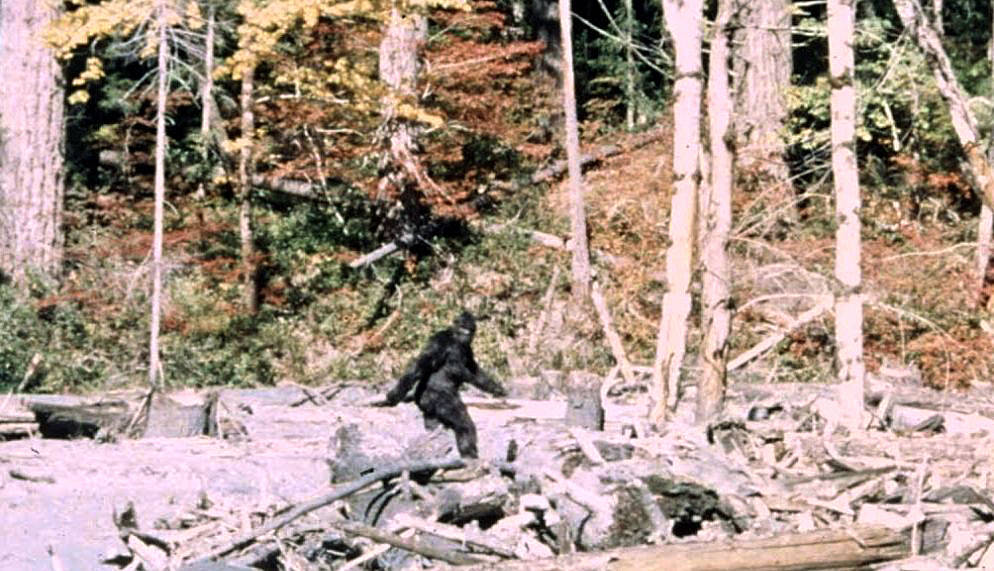
Фильм Паттерсона — Гимлина, 1967, 352-й кадр

В Северной Америке на протяжении XIX и XX столетий поступали сообщения о существе, похожем на медведя, но передвигающегося на задних конечностях. Первое открытие следов сасквоча часто относится к 1811 году и приписывается британскому исследователю Дэвиду Томпсону. С того времени были обнаружены сотни отпечатков, якобы оставленных бигфутом. О таком существе, убившем траппера, писал президент США Теодор Рузвельт в своей книге «Охотник безжизненных просторов». Чаще всего эти встречи якобы имели место в Британской Колумбии.
Долгое время одним из наиболее убедительных доказательств существования снежного человека (бигфута) считался короткий цветной фильм, снятый Роджером Паттерсоном и Бобом Гимлином в 1967 году в Северной Калифорнии рядом с Блафф-Крик. На плёнке, как утверждалось, запечатлена самка снежного человека. Однако в 2002 году, после смерти Рэя Уоллеса, для которого была сделана эта съёмка, появились свидетельства его родственников и знакомых, рассказавших (впрочем, без предъявления каких-либо вещественных доказательств), что вся история с «американским йети» была от начала и до конца сфальсифицирована; сорокасантиметровые «следы йети» делались искусственными формами, а киносъёмка — постановочный эпизод с человеком в специально сшитом костюме обезьяны.
Американский криптозоолог Лорен Коулман писал в связи с этим: «Почему признанию лжеца верят, а к свидетельствам чудес относятся скептически? СМИ смешивают ложь и слухи с несколькими достоверными фактами, как и произошло с историей Уоллеса».
Гровер Кранц, антрополог из Университета Вашингтона, в течение 40 лет выступал в поддержку существования снежного человека, но не смог предоставить убедительных доказательств. Профессор анатомии Университета Айдахо, доктор Джефф Мельдрум собрал коллекцию из 40—50 слепков больших следов, принадлежащих, по его мнению, снежному человеку. Мельдрум считает, что при наличии такого количества отпечатков все они не могут являться шуткой.

## В популярной культуре

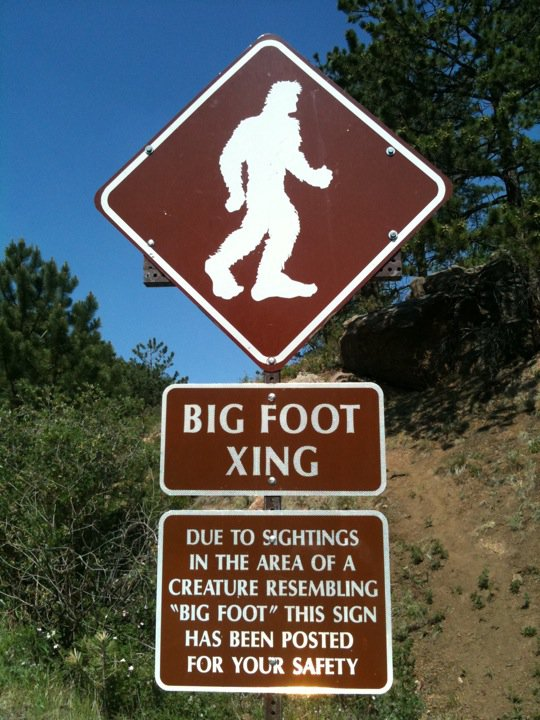
Дорожный знак, предупреждающий о бигфутах, переходящих через шоссе Пайкс-Пик в Колорадо

Бигфут оказал существенное влияние на массовую культуру. В 2018 году журнал «Smithsonian» писал, что интерес к этому существу находится на «рекордно высоком уровне». Согласно опросу, проведённому в мае 2020 года, примерно каждый десятый взрослый американец считает бигфута реальным животным.
Законодательство
В 1969 году в округе Скамейния, штат Вашингтон (США), было принято постановление о бигфуте, согласно которому «любое преднамеренное, беспричинное уничтожение таких существ считается тяжким уголовным преступлением», караемым значительным штрафом и / или тюремным заключением. Постановление было принято 1 апреля, но комиссар округа Конрад Ланди заявил: «это не шутка в День дурака… есть основания полагать, что такое животное существует». В 1984 году в постановление были внесены поправки, чтобы исключить невменяемость и рассматривать такое преступление как убийство человека, если коронер докажет, что убитое существо являлось гуманоидом. В постановлении предполагается, что бигфут является подвидом Homo sapiens.

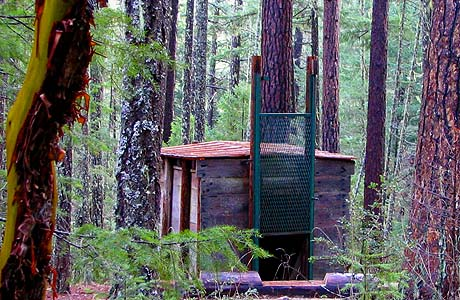
Ловушка для бигфута в национальном лесу Сискийю, округ Джэксон, штат Орегон

9 июня 1991 года округ Уотком, штат Вашингтон (США), принял билль, объявивший этот округ «зоной защиты и убежища сасквоча».
Торговля
Персонаж стал объектом прибыльного бизнеса на северо-западном побережье Тихого океана. В особенности это выражено в районе шоссе 101, в южной части округа Гумбольдт, также известного как Шоссе Редвуд, вдоль которого выстроено большое число магазинов, где продаются товары по данной теме.
Некоторые фильмы
- «Гарри и Хендерсоны» (1987), американская комедия-фэнтези Уильяма Дира и одноимённый сериал[англ.] (1991—1993).
- «Стань легендой! Бигфут Младший» («The Son of Bigfoot», 2017), франко-бельгийский комедийный анимационный фильм. Продолжение — «Семейка Бигфутов» (2020).

Видеоигры
- Украинская компьютерная игра «Bigfoot», выпущенная в 2017 году «Cyber Light Game Studio».